# گروه مأموریت ویژه ۷۰۷
گروه مأموریت ویژه ۷۰۷ (کره‌ای: 제۷۰۷특수임무단) یگان نیروهای ویژه زیرمجموعه ارتش جمهوری کره است، که در سال ۱۹۸۱ تأسیس شد.